# Garlate
Garlate (Garlàa in dialetto brianzolo) è un comune italiano di 2 639 abitanti della provincia di Lecco in Lombardia.
Situato sulla sponda destra del lago omonimo, fa parte della Comunità Montana Lario Orientale, del Parco del Monte Barro e del Parco dell'Adda Nord.

## Storia
Come attestato dalla scoperta di alcune tombe antiche negli anni '70, il territorio di Garlate era già frequentato in epoca romana.
Da Garlate, in epoca romana, passava la via Spluga, strada romana che metteva in comunicazione Milano con Lindau passando dal passo dello Spluga. A questo periodo risaliva un antico ponte sull'Adda (III secolo), del quale sono sopravvissuti alcuni ruderi.
Conosciuto a lungo come Corte Garlinda, fino al 1574 il paese Garlate fu a capo dell'omonima pieve.

### Simboli
Lo stemma è stato concesso con decreto del presidente della Repubblica del 2 settembre 1997.
Il gonfalone, cconcesso con D.P.R. del 23 novembre 1998, è un drappo partito di bianco e di azzurro

## Monumenti e luoghi d'interesse

### Architetture religiose
- Parrocchiale di Santo Stefano[6]
- Chiesa dei Santi Cosma e Damiano (XVIII secolo), costruita in memoria delle vittime della peste[6]

### Architetture civili
- Ex-villa Abegg (XIX secolo), attuale sede del comune, la quale ospita sale affrescate[6]
- Ex-filanda Bruni-Gnecchi-Abegg[6] (XIX secolo)

## Società

### Evoluzione demografica
- 340 nel 1751
- 574 nel 1771
- 619 nel 1805
- annessione ad Olginate nel 1809
- 652 nel 1853
- 845 nel 1901
- 1 803 nel 1931 dopo l'annessione di Pescate
- 2 124 nel 1951 prima della secessione di Pescate

Abitanti censiti

### Etnie e minoranze straniere
Al 1º gennaio 2018 i cittadini stranieri residenti a Garlate erano in totale 206, il 7,5 % del totale della popolazione. Le comunità più numerose erano quelle provenienti da:
1. Costa d'Avorio 28
2. Senegal 22
3. Burkina Faso 20

## Cultura

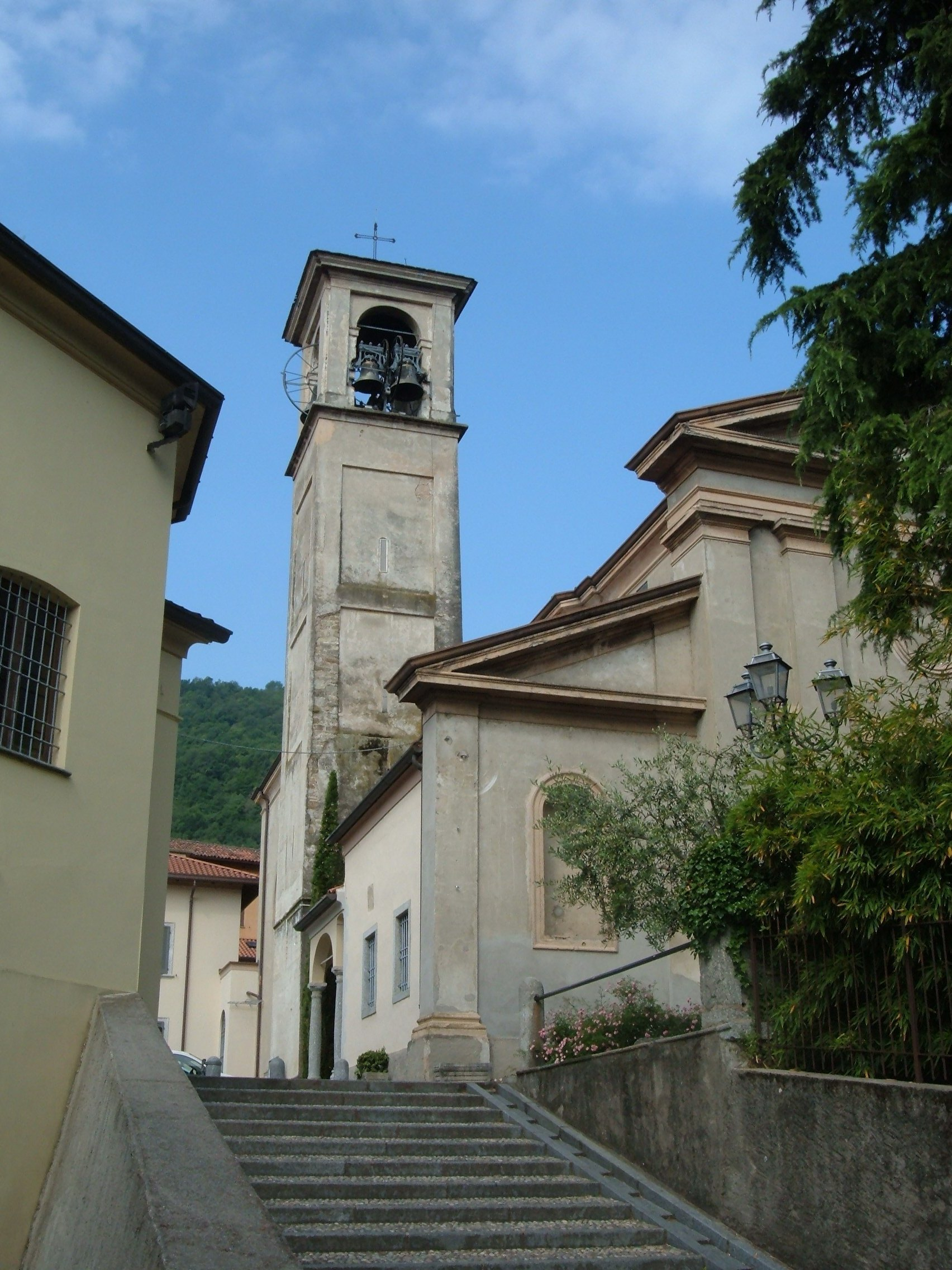
La pieve

### Museo della seta
La filanda Abegg di Garlate fu costruita nel 1841 e, dopo essere appartenuta a Gaetano Bruni e alla famiglia Gnecchi, nel 1887 venne acquistata dagli Abegg di Zurigo.
Venuto meno, nei primi anni trenta, il lavoro per la filanda, nello stabilimento si continuarono a svolgere le operazioni di stracannatura e di binatura fino al 1950, anno in cui, per iniziativa di Carlo Job, allora responsabile del gruppo Abegg, un'ala dell'opificio, precedentemente riservata agli uffici e alla cernita dei bozzoli, fu destinata a raccogliere il primo nucleo di quello che sarebbe poi diventato il Museo della seta di Garlate.

## Amministrazione
Dati tratti dall'Anagrafe Amministratori Locali e Regionali - Ministero dell'Interno
| Periodo        | Periodo        | Primo cittadino | Partito                         | Carica  | Note                   |
| -------------- | -------------- | --------------- | ------------------------------- | ------- | ---------------------- |
| 22 giugno 1988 | 7 giugno 1993  | Augusto Teli    | DC                              | Sindaco |                        |
| 7 giugno 1993  | 28 aprile 1997 | Elena Maggi     | (Lista Civica: Progetto Comune) | Sindaco |                        |
| 28 aprile 1997 | 14 maggio 2001 | Elena Maggi     | Lista civica: Progetto Comune   | Sindaco |                        |
| 14 maggio 2001 | 30 maggio 2006 | Maria Tammi     | Centro-destra (Liste civiche)   | Sindaco | Vice Sindaco G, Saurra |
| 30 maggio 2006 | 16 maggio 2011 | Maria Tammi     | Lista civica                    | Sindaco |                        |
| 16 maggio 2011 | in carica      | Giuseppe Conti  | Lista civica: Paesevivo         | Sindaco |                        |

### Altre informazioni amministrative
Fa parte della Comunità montana Lario Orientale - Valle San Martino.